# Història del comunisme

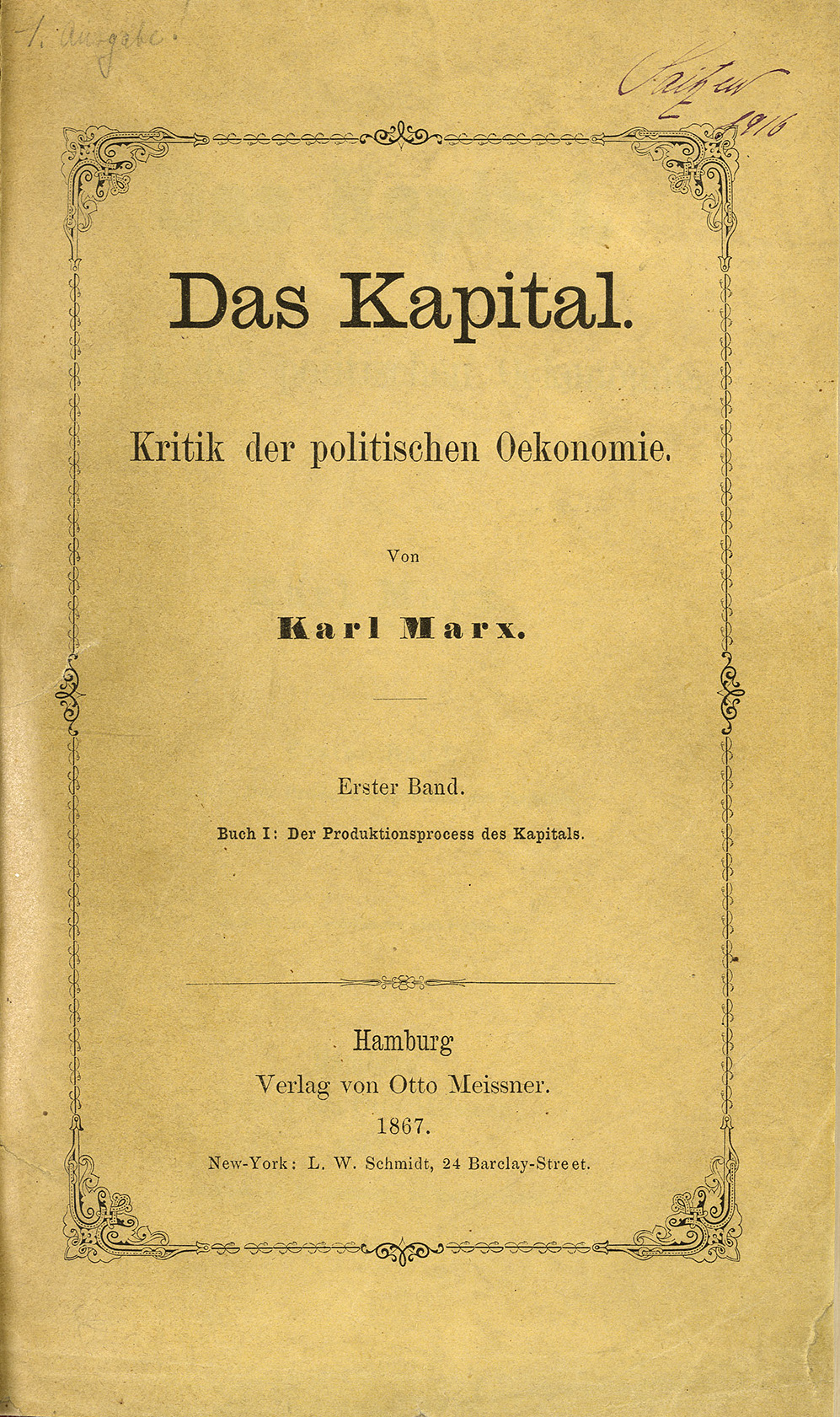
El capital

La història del comunisme està summament unida al pensament que el filòsof alemany Karl Marx va delinear en el segle xix. Aquest va veure el comunisme com l'estat original, l'estat de caçador recol·lector, quan el gènere humà va sorgir. Per a Marx, només després que la humanitat era capaç de produir en excés, la propietat privada es desenvolupa de manera massiva i permanent. No obstant això a Occident el comunisme era una idea d'una societat basada en la propietat comuna, idea que es remunta fins i tot a l'antiguitat clàssica. La seva forma moderna com un moviment polític de masses va sorgir a Europa amb el moviment dels treballadors durant la Revolució industrial en el segle xix.
Al segle xix, l'ascens del comunisme com una idea política va ser expressada per Karl Marx, que va desenvolupar el marxisme, i Friedrich Engels, que desenvolupà la concepció moderna de comunisme com el resultat d'una revolucionària lluita de classes entre el proletariat i la burgesia.
La primera vegada en què un Partit Comunista va aconseguir el poder fou en la Revolució russa de 1917. El marxisme leninisme va sorgir com la bandera principal del comunisme en la política mundial. Posteriorment van sorgir altres corrents comunistes com el maoisme, que accentua el paper de la classe camperola com a agents de revolució. El comunisme s'ha desenvolupat organitzativament al llarg de la història per mitjà de diversos moviments polítics. Aquest desenvolupament s'ha dut a terme amb la formació de les Internacionals Comunistes.

## De l'antiguitat al segle XVIII: el precomunisme
Tal com s'entén el terme "comunisme", és una doctrina o conjunt de doctrines materialistes pròpies de l'època moderna. No obstant això, seguint la concepció naturalista sobre el comunisme de Marx, s'ha volgut veure en diversos períodes i societats un apunt d'aquest comunisme essencial quan es descriuen grups humans que practicaven formes de redistribució de la riquesa, propietat col·lectiva o mandat popular. Aquests principis d'organització social, no obstant això, han tingut orígens i formulacions diversos, fins i tot irreconciliables amb el marxisme en la seva base teòrica.

### El comunisme de Plató
Una de les primeres descripcions del “protocomunisme” es troba en un diàleg de La República de Plató. El que es va dir comunisme platònic suposa, si no la supressió, almenys la limitació dràstica de la família amb l'educació col·lectiva dels nens, així com la submissió de la propietat privada a la propietat de la ciutat. L'error de Plató, segons Aristòtil, és voler unificar en excés la ciutat, suprimint tot el que separa els individus per acabar en una unió de fusió, com el que desitgen els amants en el discurs d'Aristòfanes. Això seria desconèixer que l'amistat es funda sobre una irreductible alteritat. Plató pensa teòricament el comunisme essencialment per a la classe dirigent, amb la finalitat d'eliminar la corrupció acostumada en el govern.

### Comunisme cristià
Els primers cristians practiquen la postura de comunitat de béns, una cosa que ni recomana ni condemna el Nou Testament. Tertulià la recomana, però sant Agustí la condemna per ser discordant amb el dogma (el pecat original la va fer impossible) i sant Tomàs d'Aquino per ser discordant amb la raó (l'individu propietari és més responsable i administra millor). La comunitat és l'eix central del cristianisme, per la qual cosa tots els creients cristians tenen com a objectiu la constitució de la comunitat de persones i també de béns, encara que potser amb un to menys materialista, més humà que el comunisme de Marx.
“I cadascun rep el que és necessari per a ell” es destaca, ja que Marx proposa en efecte que una societat comunista sigui una societat el principi fonamental de la qual passarà “de cadascú segons les seves capacitats” a “cadascú segons les seves necessitats”.
| « | "Ningú diu: “això, em pertany!”, però posen tot en comú. (...) entre ells, a ningú li falta res. En efecte, tots els que tenen camps o cases els venen, aporten els diners del que van vendre i els els donen als apòstols. Després, distribuïm els diners, i cadascú rep el que és necessari per a ell. Hi ha així un cert Josep, un lèvita nascut a Xipre. Els apòstols l'anomenen Barnabàs, la qual cosa vol dir 'l'home que anima'. Té un camp, el ven, aporta els diners i els els dona als apòstols". Fets dels Apòstols, 2, 32-37. | » |

Una diferència important entre les proposicions cristianes i les marxistes consisteix en el fonament idealista i religiós individual de les virtuts practicades pels membres de la societat. On el marxisme proposa un nou disseny del sistema socioeconòmic per produir canvis en l'ètica social en el camí a la societat comunista ideal, el cristianisme posa com a inici la conversió individual a uns ideals que produeixen, com a conseqüència, una societat justa. l'Església catòlica deixa escrita des de mitjan segle xix la seva doctrina social com a resposta a l'auge de les idees socialistes, reconeixent en això un model social implícit en els ensenyaments cristians.
Alguns cristians catòlics s'associaran amb el marxisme, per exemple amb la teologia de l'alliberament, pensament que en gran part és acceptat per l'Església catòlica, encara que condemna aspectes del seu origen marxista.
Diversos corrents espirituals sorgits durant la Reforma protestant van trobar gran part del seu suport en les bases camperoles, i donaren lloc a revoltes antinobiliàries com la guerra dels camperols alemanys. L'anabaptisme troba gran suport en les classes humils i proposa una nova societat més justa i menys classista, basant-se en ensenyaments bíblics.
En el segle xvi, el polític, filòsof i escriptor anglès Thomas More va idear una societat basada en la propietat comuna i els valors cristians en el seu tractat Utopia, els líders de la qual l'administren amb l'ús de la raó.

### Altres "comunismes" anteriors a Marx
Crítics de la idea de propietat privada foren alguns filòsofs il·lustrats del segle xviii, tals com Jean Jacques Rousseau. Convertit al calvinisme, Rousseau copsà la influència del moviment jansenista dins de l'Església catòlica. El moviment jansenista l'originaren bisbes catòlics més ortodoxos, que van tractar de reformar l'Església en el segle XVII per detenir la secularització i el protestantisme. Un dels objectius jansenistes principals era la democratització per detenir la creixent corrupció aristocràtica a la part alta de la jerarquia de l'Església. "Socialistes utòpics" com Robert Owen també de vegades foren considerats com a comunistes.
Maximilien Robespierre i el seu regnat de terror, apuntat a l'exterminació de la noblesa i dels conservadors, fou tremendament admirat entre els comunistes. Robespierre va ser en el seu moment un gran admirador de Rousseau.
Les Cocteleres del segle xviii van practicar el comunalisme com una espècie de comunisme religiós.
Alguns creuen que algunes societats primerenques semblants a la comunista també van existir fora d'Europa, amb un exemple notable en l'Imperi Inca, la base organitzativa del qual, l'ayllu, consistia en la propietat comunal i distribució ponderada de l'ús de la terra. Els corrents indigenistes, influïts pel pensament marxista, veuen un protocomunisme en aquesta societat i en altres formes d'organització tribal precolombines. Algunes tribus d'Amèrica del Nord i del Sud continuen amb aquest sistema avui dia.
Karl Marx va veure el comunisme com l'estat original de la humanitat del qual aquesta sorgí, per la societat clàssica, i després el feudalisme, fins a l'estat corrent del capitalisme. Ell proposà que el següent pas de l'evolució social seria inevitablement una tornada al comunisme. Quan la Revolució industrial avançà, els socialistes crítics van culpar el capitalisme de crear una classe de treballadors urbans pobres de fàbrica que treballen en condicions inhumanes per contribuir exclusivament a augmentar la bretxa existent, fent els rics més rics i els pobres encara més pobres.

## Marx, Engels i elManifest Comunista

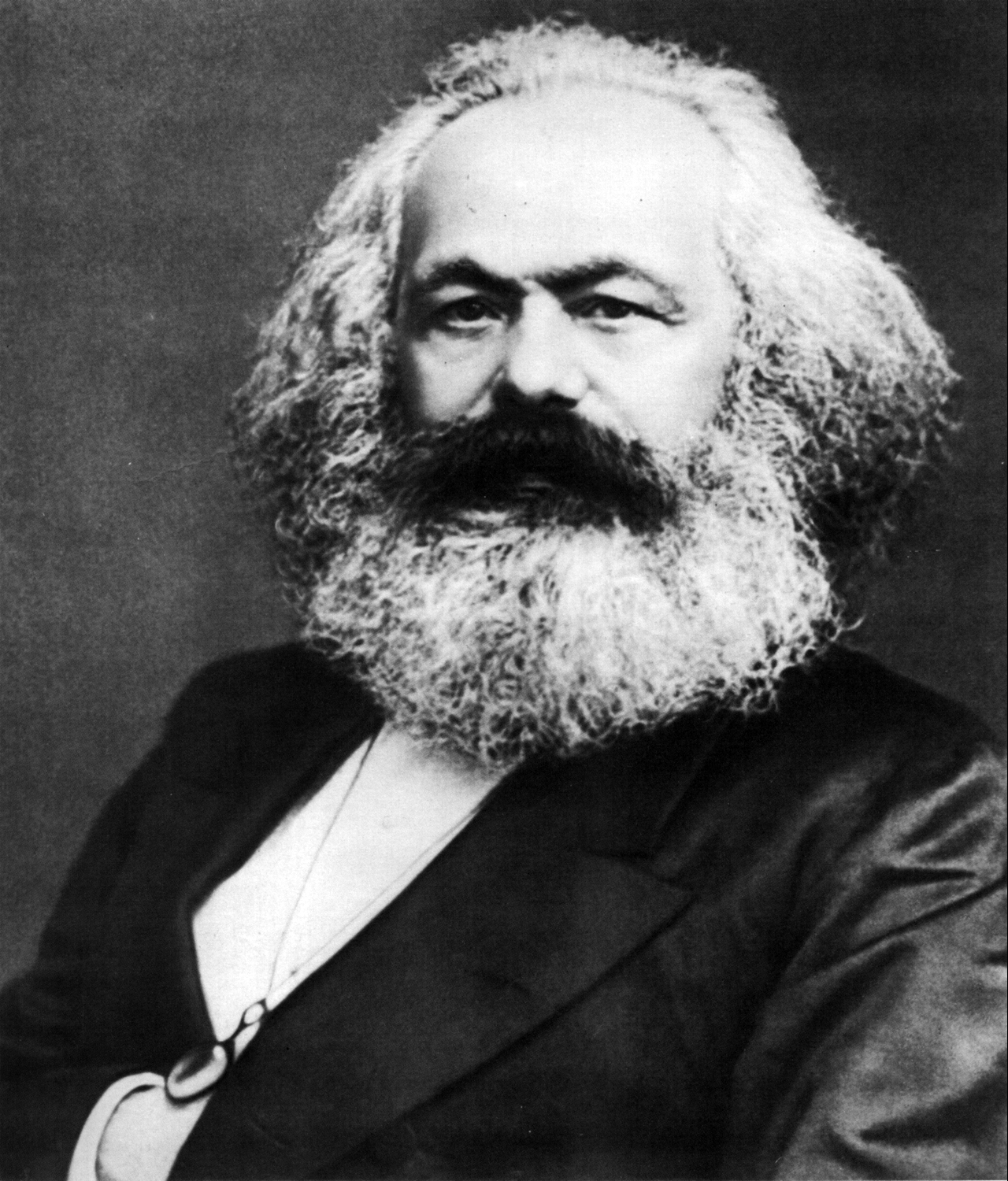
Karl Marx, el pare del comunisme modern

Encara que Marx tractés moltíssims temes, la seva àmplia fama deriva de la seva anàlisi d'història en termes de lluita de classes, resumida en la famosa introducció al Manifest Comunista:
| « | “La història de tota la societat fins ara existent és la història de lluita de classes” | » |

El Manifest Comunista, també conegut com el Manifest del Partit Comunista, publicat el 21 de febrer de 1848 és un dels tractats polítics més influents en la història del món. Comissionat per la Lliga Comunista i escrit per Karl Marx i Friedrich Engels, presentà els objectius de la Lliga i el programa. El Manifest aconsellà un curs d'acció per a una revolució proletària disposada a enderrocar el capitalisme i, eventualment, construir una societat sense classes. La introducció del text començava amb una crida a les armes:
| « | Un espectre recorre Europa, l'espectre del comunisme. Tots els vells poders d'Europa han establert una aliança santa per exorcitzar aquest espectre: el papa i el tsar, Metternich i Guizot, radicals francesos i espies de policia alemanys. On està el partit en l'oposició que no ha estat censurat com a comunista pels seus opositors en el poder? On està l'oposició que no té el retret d'estar marcada de comunista, contra els partits d'oposició més avançats, així com contra els seus adversaris reaccionaris? | » |

El programa descrit en el Manifest és l'anomenat socialisme o comunisme. La política incloïa l'abolició de la hisenda i el dret a l'herència, l'impost sobre ingressos progressius, i la nacionalització dels mitjans de producció i el transport. Aquesta política, que seria posada en pràctica per un govern revolucionari (la dictadura del proletariat), seria (com creien els autors) un precursor de la societat apàtrida i sense classes. El terme "comunisme" també és usat per a referir-se a les creences i les pràctiques del Partit Comunista, inclòs el de la Unió Soviètica, que es va diferenciar considerablement del concepte d'Engels i Marx.
És el concepte de la transició del socialisme al comunisme allò que molts crítics del Manifest, en particular durant i després de l'era soviètica, han apuntat. Anarquistes, liberals i conservadors es van preguntar com una organització com l'estat revolucionari podria autodesintegrar-se. Tant els acords tradicionals de l'atracció del poder polític com les teories més recents del comportament de l'organització suggereixen en canvi que un grup assentat en el poder polític tendirà a conservar el seu privilegi abans que permetre autodesintegrar-se, fins i tot si es donen aquell privilegi en nom de la revolució i de l'establiment de la igualtat:
| « | Quan, en el curs del desenvolupament, les distincions socials han desaparegut, i tota la producció ha estat concentrada en mans d'una associació enorme de la nació sencera, el poder públic perdrà el seu caràcter polític. El poder polític, correctament suposat, és simplement el poder organitzat d'una classe per oprimir-ne una altra. Si obliguen el proletariat durant la seva competició amb la burgesia, per la força de les circumstàncies, a organitzar-se com una classe; si, mitjançant una revolució, ella es fa la classe dirigent i, com a tal, escombra per força les velles condicions de producció, llavors això, amb aquestes condicions, haurà escombrat les condicions per a l'existència d'antagonismes de classe i de classes generalment, i així haurà suprimit la seva pròpia supremacia com a classe. | » |

Les famoses últimes línies del Manifest Comunista són al seu torn una crida a generar les condicions per crear una nova societat sobre la base dels qui no tenen res a perdre: Els treballadors del món.
| « | Els comunistes no es dignen a ocultar les seves opinions i objectius. Ells obertament declaren que la seva finalitat pot ser aconseguida només pel derrocament total de les condicions socials existents. Deixin a les classes dirigents tremolar en una revolució comunista. Els proletaris no tenen res a perdre, excepte les seves cadenes. Ells tenen un món per guanyar. Treballadors del món, uniu-vos! Marx, Karl i Engels, Friedrich. Manifest Comunista, 1848. | » |

## La Primera Internacional
La Primera Internacional (AIT) fou la primera organització que reuní els sindicats i els partits associats a la classe treballadora. Es fundà a Londres durant una reunió entre treballadors duta a terme a Saint Martin's Hall. El primer congrés es dugué a terme el 1866 a Ginebra. El 1872 la seu es trasllada de Londres a Nova York. En el seu moment la Internacional arribà a incloure 1,2 milions membres arreu del món, tot i que la seva gaseta oficial tenia una tirada de 8 milions.
A l'Associació Internacional dels treballadors s'evidenciaren els conflictes ideològics entre l'anarquisme i el marxisme.
L'AIT no s'ha de confondre amb l'Associació Internacional dels Treballadors fundada els anys 1922 i 1923 per anarquistes i anarcosindicalistes.

## La Segona Internacional
Després de diversos fracassos per refundar la Primera Internacional, es fundà el 1889 la Segona Internacional (SI), que agrupà diversos partits socialistes i laboristes. La SI és part de la història del comunisme únicament en referència als seus grups interiors que després formaren la Tercera Internacional a causa del seu caràcter eminentment socialdemòcrata. La SI es dissolgué el 1916 després de l'inici de la Primera Guerra Mundial. La Segona Internacional assentaria les bases del que seria la socialdemocràcia actual.

## La Tercera Internacional

La falç i el martell, símbols del comunisme adoptats pels partits marxistes leninistes a partir de la Tercera Internacional, tal com apareixien en la bandera de la Unió Soviètica

En dissoldre's la Segona Internacional els grups socialistes revolucionaris que s'havien oposat a la Primera Guerra Mundial convocaren la conferència de Zimmerwald al setembre del 1915 i la conferència de Kienthal a l'abril del 1916. Aquestes conferències foren l'antecedent directe de la Tercera Internacional, també coneguda per la seva abreviatura en rus Komintern (Коминтерн, abreviatura de Коммунистический Интернационал, 'Internacional Comunista'), la qual fou fundada en el seu primer congrés de Petrograd el 1919 per iniciativa del Partit Comunista de la Unió Soviètica. La Tercera Internacional trencà definitivament amb els grups socialdemòcrates i seguí les directrius marcades pel Partit Comunista de la Unió Soviètica.
En aquesta internacional també es manifestà el conflicte entre estalinistes i trotskistes. Els trotskistes només reconeixen la legitimitat dels primers quatre congressos de la Internacional, que tingueren lloc abans de l'arribada al poder de Hitler a Alemanya, moment en el qual els trotskistes se separen definitivament de la Internacional i comença la formació d'una Quarta Internacional.
El 15 de maig del 1943, després de celebrada la conferència de Teheran, el Presidium del Comitè Executiu de la Internacional Comunista, «tenint en compte la maduresa dels partits comunistes», i per evitar els recels dels estats capitalistes aliats decideix dissoldre la Internacional Comunista.

## La Revolució d'Octubre
La Revolució d'octubre de 1917 va ocórrer a Rússia. Conduïda per Vladimir Lenin, líder del Partit Bolxevic, fou la primera gran iniciativa que intentà posar les idees marxistes sobre un estat dels treballadors en la pràctica. Des del principi, el nou govern va haver d'enfrontar-se a forces contrarevolucionàries, principalment de revolucionaris socials i menxevics. Lenin i el seu partit van començar a centralitzar el control de Rússia, però Lenin sempre assegurava a la gent que allò calia per a la transició d'una economia capitalista al comunisme. Lenin va preveure que després de la Revolució d'octubre altres estats d'Europa tindrien revolucions similars, però les revolucions a Alemanya, Hongria i Finlàndia foren aixafades. El govern de Lenin, durant els últims anys de la seva vida, va ocórrer enmig de la Guerra civil russa. La pràctica política dels comunistes durant aquest període s'ha conegut com a comunisme de guerra. Abans de la seva mort el 1924, Lenin va escriure un últim testament, amb consells per al seu successor. Lenin volia un comandament cooperatiu, però Stalin, a qui Lenin va descriure com a "massa rude", gradualment va anar assumint el control fins a centralitzar el poder polític al voltant de la seva persona. Després de la fi de la guerra civil el poder bolxevic es va consolidar en la nova Rússia refundada com a Unió de Repúbliques Socialistes Soviètiques.

## Els partits comunistes a partir de la Revolució russa

L'estrella roja, símbol utilitzat de manera recurrent per a representar els partits comunistes o el comunisme en general, tal com apareixia en la bandera de la Unió Soviètica

La primera revolució que seguia els postulats marxistes no es produí en un país central, sinó a Rússia, el 1917. El líder del moviment, Vladímir Ilitx Uliànov explicà aquesta imprevista (per Marx i Engels) resolució de les contradiccions capitalistes assenyalant que el capitalisme havia fallat en el seu «enllaç més dèbil». En efecte, Rússia era un país d'escàs desenvolupament industrial i predominant base camperola semifeudal.
A partir de la Revolució russa, la denominació de comunista quedà restringida als partits marxistes que s'alinearen amb la Unió Soviètica. La Revolució russa dugué a terme la supressió de la propietat privada en la indústria, creà cooperatives agràries, fomentant-ne la incorporació entre els camperols (convertida més tard, durant el règim estalinista, en col·lectivització forçosa) i avançà cap a la multiplicació dels mitjans de producció, enmig d'una guerra civil que durà quatre anys. Un dels primers objectius de Lenin fou electrificar Rússia (Lenin digué en una ocasió que el comunisme era «soviets més electricitat»).
Durant el govern de Stalin, la industrial es feu a pas accelerat, donades les circumstàncies internacionals, sense tenir en compte ni la capacitat d'endurança del proletariat ni les condicions d'explotació resultant. La Segona Guerra Mundial aguditzà el procés de creació d'indústria pesant i d'aliments, alhora que augmentà els controls estatals. Aquest període es caracteritzà per una etapa de transició cap al socialisme amb diversos plans quinquennals, en contrast amb la gradual concentració de poder polític en mans de la burocràcia del Partit i del Comitè Central, segons els partidaris de Stalin, necessària per a les condicions de guerra. També comportà, a escala política, un augment de les persecucions polítiques, per part del règim, als diferents sectors dissidents i d'oposició dins del Partit Comunista de la Unió Soviètica, estès més tard a la resta de la Tercera Internacional, el màxim exponent de les quals serà la Gran Purga.

## Internacional Comunista (Komintern)
Al març de 1919 la Internacional Comunista (abreujada com Komintern, segons el seu nom en rus, comunament coneguda com la "Tercera Internacional") fou fundada. La força principal de la nova internacional eren els bolxevics russos, a diferència de les primeres internacionals on els seus membres eren més o menys heterogenis. En gran part això va ocórrer a causa de la dissidència d'esquerrans dels principals partits europeus socialdemòcrates. El Komintern va intentar llavors organitzar-se com un partit mundial promotor de la revolució socialista. Els comitès nacionals foren instruïts per reconstruir-se seguint els principis leninistes. Per mantenir els seus socis, el comitè va imposar 21 condicions, entre aquestes, cada comitè nacional va haver de prendre el nom el Partit Comunista.
L'oficina central de Komintern estava instal·lada a Moscou. La Internacional va dur a terme un pla actiu per construir nous comitès al món sencer. Al principi la internacional estava principalment establerta a Europa, però gradualment algunes seccions no europees se'n van anar desenvolupant. Després del partit rus, el principal partit era el Partit Comunista d'Alemanya.

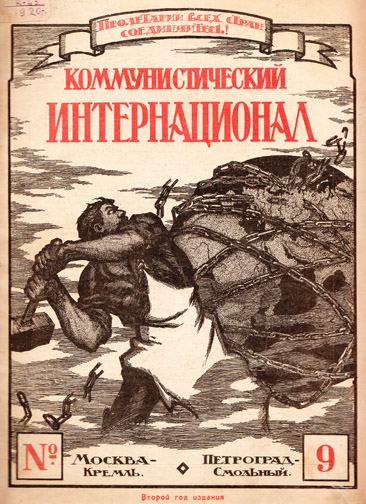
La revista de la Internacional Comunista es publicà en gran varietat de llengües europees entre 1919 i 1943

Durant el període del Komintern, en el qual el moviment comunista modern prengué forma, va haver-hi intensos conflictes sobre el comandament i la direcció del moviment. Després de la mort de Lenin, Stalin començà a purgar els seus opositors. Més o menys, hi havia dues agrupacions dissidents principals: l'oposició d'esquerres, conduïda per León Trotsky, i l'oposició de dretes, duta per Nikolai Bukharin. Els desacords dins del partit soviètic eren provocats per escissions en diverses seccions del Komintern. Sovint les escissions eren provocades per expulsions d'opositors potencials o reals al comandament de Stalin.
Durant l'última part dels anys 1920 el Komintern va adoptar una línia en què denominava els socialdemòcrates feixistes socials. La tasca de les seccions del Komintern era de combatre la influència dels socialdemòcrates entre la classe obrera. La cooperació amb la socialdemocràcia categòricament va ser exclosa.
No obstant això, després de l'ascens del feixisme a Europa, aquesta política s'invertí. El 7è congrés del Komintern adoptà la línia de Front Popular (que en alguns estats com França, Espanya i Xile va aconseguir el poder de forma reeixida). Van impulsar els comunistes a construir aliances democràtiques, inclosos als socialdemòcrates i altres partits burgesos, per lluitar contra el feixisme. Durant la Segona Guerra Mundial, alguns partits comunistes van participar en activitats de resistència contra l'Eix.
El canviat guió polític de la guerra clarament transformà les condicions de treball dels partits comunistes. Com un gest de bona voluntat cap als seus aliats occidentals, Stalin va dissoldre el 1943 el Komintern.

### Comunisme europeu durant l'època delKomintern
La major part dels assistents al primer congrés del Komintern provenien d'Europa. En gran part, la nova internacional tenia les seves arrels en l'oposició d'esquerra dins de la socialdemocràcia europea. En diversos casos, algunes esquerdes amb el moviment obrer van precedir la Revolució d'octubre. Als Països Baixos, el Partit Socialdemòcrata es formà el 1909, quan els sectors esquerrans es van separar del Partit Socialdemòcrata Laborista. A Alemanya, els revolucionaris van formar la Lliga Espartaquista el 1914. A Suècia l'esquerda va ocórrer en la primavera de 1917, amb la formació del Partit Social Democràtic d'Esquerra.
En altres casos, els partits comunistes van néixer com a grups que van abandonar la socialdemocràcia després de la Revolució d'octubre. El 1918 els revolucionaris finlandesos, en l'exili a Moscou després de la derrota dels comunistes en la Guerra civil finlandesa, van fundar el Partit Comunista de Finlàndia. El 3 de novembre el mateix any, el Partit Comunista d'Àustria fou fundat. Els comunistes austríacs van intentar organitzar una república soviètica, però la revolució no s'estengué fora dels principals centres industrials. Poques setmanes més tard es fundà el Partit Comunista Hongarès. Sota el comandament de Béla Kun, els comunistes hongaresos van conduir una rebel·lió i van crear una república soviètica. La república fou aixafada per la intervenció dels militars romanesos.
Al desembre de 1918, la socialdemocràcia del Regne de Polònia i Lituània i l'esquerra del Partit Socialista Polonès es van combinar per formar el Partit Comunista dels Treballadors de Polònia. Un altre partit es formà el 1918 amb el nom de Partit Comunista de Lituània.
Tots aquests grups s'uniren al Komintern en la seva fundació el 1919 i es van convertir en els partits comunistes dels seus respectius estats. Un cas notable n'és el del Partit Laborista noruec (l'ADN) que s'havia fundat el 1887. El partit, sota el comandament de Martin Tranmæl, era un dels partits fundadors del Komintern. Cap a 1920 aquest havia exclòs la major part de les 21 tesis del Komintern. L'adaptació al Komintern va causar la divisió, ja que els elements moderats van formar el Partit Laborista Social Democràtic de Noruega el 1921. Però al final Tranmæl i el Komintern separarien camins. El 1923 el partit fou expulsat de l'Internacional, i el Partit Comunista de Noruega va ser format per persones lleials al Komintern. No obstant això, cal esmentar que l'ADN va romandre compromès amb el comunisme revolucionari fins i tot uns anys després de la seva expulsió, i es va esforçar a mantenir relacions cordials amb la Internacional.
Poc després de la fundació del Komintern, grups socialistes de tot arreu de Iugoslàvia s'uniren per formar el Partit Socialista de Treballadors de Iugoslàvia.
El 1920, el Partit Socialista de Treballadors de Grècia (SEKE) decidí unir-se al Komintern. La Secció Francesa de la Internacional Obrera (SFIO) es dividí, i els elements revolucionaris formaren la Secció Francesa de la Internacional Comunista. Els comunistes van ser capaços d'atreure una major quantitat dels socis de la SFIO, i van dur a terme la publicació del diari del partit: L'Humanité. El Partit Comunista de la Gran Bretanya també es formà al 1920, no obstant això, no es va erigir sobre la divisió del Partit Laborista, sinó per la fusió de petits grups d'esquerra.
El 16 de maig, es fundà el Partit Comunista de Txecoslovàquia. Al setembre del mateix any es va fundar el Partit Comunista de Bèlgica.
El gener de 1921, Amadeo Bordiga i Antonio Gramsci van conduir el comunisti puri a la secció del Partit Socialista Italià per formar el Partit Comunista Italià. El 6 de març de 1921, es fundà el Partit Comunista Portuguès. El PCP tenia un fons un poc diferent dels altres partits comunistes europeus, ja que ha desenvolupat més el moviment anarcosindicalista en lloc de la socialdemocràcia. El 14 de novembre de 1921 es fundà el Partit Comunista d'Espanya, després de la fusió del Partit Comunista Espanyol (que es va desenvolupar fora de la Joventut Socialista) i el Partit Comunista Obrer Espanyol (format per la facció pro-Komintern del PSOE).
Cap a la fi dels anys 1920, però, el Komintern afrontà diversos problemes. L'augment de la cremor revolucionària sobre el continent europeu ja havia acabat. Els partits comunistes s'establiren en la major part d'estats, però en la majoria dels casos els comunistes no van jugar el paper principal en el moviment obrer. Les divisions van soscavar el Komintern, perquè els grups considerats deslleials al comandament del Komintern foren expulsats. El 1929, purgaren Nikolai Bukharin i posteriorment la purga es realitzà en les seccions del Komintern. El 28 de desembre les tendències oposicionistes dins del Partit Comunista d'Alemanya havien desembocat en un partit separat, el Partit Comunista d'Oposició. El 1929 la part principal del Partit Comunista de Suècia, inclosa la major part del comandament del partit i tots els parlamentaris, fou expulsada. Els expulsats van formar un partit comunista paral·lel, desenvolupat en el si del Partit Socialista. L'any següent, la Federació Comunista Catalanobalear se separà del Partit Comunista d'Espanya. A França, els elements purgats van participar en la formació del Partit d'Unitat Proletària.
El Partit Comunista d'Islàndia es formà el 1930, però els comunistes havien estat políticament actius allí des de principis dels anys 1920.
L'extensió del feixisme plantejà un desafiament greu al moviment comunista. El 1926 el Partit Comunista Italià havia estat prohibit per Mussolini. Després de l'entrada en funcions de Hitler a Alemanya, el Partit Comunista d'Alemanya fou prohibit. Quan la Internacional va convocar el 7è congrés el 1935, decidí tornar a la seva antiga política de cooperació amb els socialdemòcrates. Per la iniciativa dels partits comunistes es van crear Fronts Populars en diversos estats. El front popular guanyà les eleccions a França i Espanya. A França els comunistes no van tenir, no obstant això, gran quantitat de contingents ministerials.
Quan esclatà la Guerra Civil espanyola a conseqüència del colp d'estat feixista, els partits comunistes van mobilitzar el seu suport a la República Espanyola. Un fort contingent militar de 40.000 efectius, les Brigades Internacionals, es formà amb el suport actiu del Komintern.
Durant la Segona Guerra Mundial, els comunistes van mobilitzar activitats de resistència en territoris ocupats per l'Eix. Les unitats conduïdes per guerrillers comunistes estaven actives a Itàlia, França, Grècia, Iugoslàvia i Albània. En altres llocs, els comunistes van organitzar activitats de sabotatge.

### Comunisme llatinoamericà durant l'època delKomintern
El primer partit comunista llatinoamericà fou el Partit Comunista Mexicà. Havia estat fundat com el Partit Socialista Obrer el 1911, però va canviar de nom a Partit Comunista el 1919. El revolucionari indi Manabendra Nath Roy va contribuir decisivament a la unió del partit mexicà amb el Komintern. De la mateixa manera el Partit Obrer Socialista de Xile es fundà el 1912, i canvià el seu nom a Partit Comunista quan es va unir al Komintern el 1922.
El Partit Comunista de l'Argentina es fundà el 1918.
El Partit Comunista de l'Uruguai va ser fundat el 21 de setembre de 1921.
El Partit Comunista de Guatemala es creà el 1922.
El 22 de març de 1921 el Partit Comunista Brasiler fou el resultat de la fusió de diversos grups locals.
A l'Equador, el Partit Socialista fou fundat el 1926. Posteriorment s'escindiria i es fundaria el Partit Comunista de l'Equador (PCE).
El 1928 José Carlos Mariátegui funda el Partit Socialista del Perú, que dos anys més tard seria el Partit Comunista.
El Partit Comunista de Costa Rica es crea el 1931.
El Partit Comunista de Veneçuela fou fundat per Juan Bautista Fuenmayor el 5 de març de 1931.
El Partit Comunista de Puerto Rico va ser fundat el 1934.

### Comunisme africà durant l'època delKomintern
L'única secció que el Komintern tenia a l'Àfrica subsahariana era el Partit Comunista de Sud-àfrica. El partit es formà el 1921, per la fusió de diversos grups comunistes i socialistes locals. El CPSA va guanyar prominència durant la Rebel·lió de Rand, armada per miners blancs el 1922. El predomini de la minoria blanca del partit va preocupar el Komintern, que obligà el CPSA a adoptar la tesi d'“Una República Natal”, implicant que Sud-àfrica pertanyia a la seva població originària negra. Després de l'adopció pel Komintern de la línia de combat popular, el partit va començar la cooperació amb el Congrés Nacional Africà.
El Partit Comunista Francès realment tenia una cèl·lula al Senegal, duta per Roger Roche. El grup no s'estengué gens ni mica entre la població africana i per això va ser dissolt. No obstant això, aquesta cèl·lula participà en la formació del comitè senegalès del Front Popular.

### Comunisme oceànic durant l'època delKomintern
L'Associació Marxista de Nova Zelanda es formà el 1918. Al març de 1921, una unió d'agrupacions donà origen al Partit Comunista de Nova Zelanda. El partit va iniciar el seu treball dins dels sindicats, però mai va deixar de ser una força menor en la política de Nova Zelanda.
El Partit Comunista d'Austràlia el creà a Sydney el 30 d'octubre de 1920 un grup de socialistes inspirats en els informes de la Revolució russa. Entre els fundadors del partit es trobaven prominents unionistes del comerç de Sidney, com Jock Garden, Adela Pankhurst (filla de la sufragista britànica Emmeline Pankhurst) i la major part de la llavors il·legal Secció Australiana d'Obrers Industrials del Món (IWW). L'IWW aviat va trencar relacions amb el Partit Comunista, a causa de desacords amb la direcció de la Unió Soviètica i del bolxevisme. En els seus primers anys, el partit va aconseguir alguna influència en el moviment sindical a Nova Gal·les del Sud, però a mitjan 1920 el partit havia disminuït. Fou reconstruït per Jack Kavanagh i Esmonde Higgins. No obstant això, a causa de la purga mundial dels comandaments dels partits nacionals feta pel Komintern, fou expulsat per la Internacional.

## LaKominform
El 1947 fou creada la Kominform (Oficina d'Informació Comunista) com a substituta de la Komintern, i reunia els partits comunistes de Bulgària, Txecoslovàquia, França, Hongria, Itàlia, Polònia, la Unió Soviètica i Iugoslàvia. Fou dissolta al seu torn el 1956.

## La Quarta Internacional
A França, Trotski i els seus simpatitzants de l'Oposició d'Esquerra, després de ser expulsat aquest de la Unió Soviètica a causa de la seva rivalitat amb Stalin (recolzat per la burocràcia del partit), consideraren que la Tercera Internacional havia quedat sotmesa a l'estalinisme i que seria incapaç de dur la classe treballadora al poder. En conseqüència fundaren la Quarta Internacional (QI). Al llarg de la seva història, la QI fou perseguida tant pels governs capitalistes com per la policia secreta soviètica i els membres de la Tercera Internacional. Els seguidors de la Unió Soviètica i més tard els maoistes consideren la Quarta Internacional i el trotskisme en general com un corrent il·legítim del marxisme, el bolxevisme i el comunisme fins avui dia.
La Quarta Internacional patí una escissió el 1940 i una altra encara més important el 1953. Malgrat la reunificació parcial del 1963, poques organitzacions s'atribueixen en l'actualitat l'exclusivitat com a representants o hereves de la Quarta Internacional, tot i que moltes en reivindiquen el llegat o programa polític i, conscients de la dispersió existent entre les seves organitzacions hereves, reivindiquen la seva reconstrucció.

## L'era de la postguerra

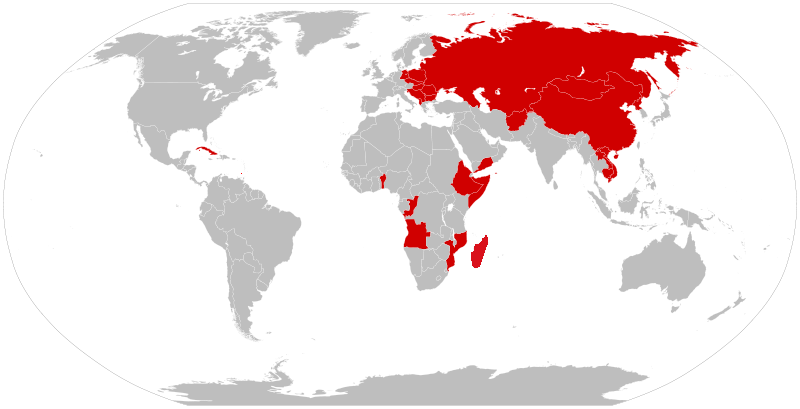
Estats socialistes el 1979

Després del final de la Segona Guerra mundial, el moviment comunista mundial afrontà un nou llibret. El seu cos centralitzat d'organització, el Komintern, havia estat dissolt i les seccions respectives eren ara entitats independents. El Kominform, l'Oficina d'Informació Comunista, naix com un substitut de la Internacional dissolta.
Les relacions exteriors de la Unió Soviètica havien canviat prou. De ser un pària internacional, la Unió Soviètica ara estava acreditada després d'haver derrotat Alemanya. Es feia patent així un risc evident si és que es pensava dur a terme una acció militar directa d'Occident contra la Unió Soviètica. De manera informal, els estats occidentals van reconèixer el predomini de la Unió Soviètica als seus estats veïns mentre la Unió Soviètica no va animar activament la revolució als estats capitalistes, que, liderats pels Estats Units, s'oposaven a l'expansió del comunisme a escala global. S'iniciava així un període de distanciament entre les potències, conegut com a Guerra freda.
La victòria sobre el feixisme va contribuir a una onada global de popularitat dels partits comunistes, sobretot a Europa. En diversos estats aquesta popularitat revertí en el progrés electoral. Embravit pel potencial d'aconseguir la influència pel treball de parlamentari així com la nova política soviètica de coexistència pacífica, la línia política del moviment comunista va canviar.
Notable per a l'era immediata de la postguerra va ser la formació d'organitzacions internacionals que es van vincular al moviment comunista, com la Federació Sindical Mundial i la Federació Mundial de la Joventut Democràtica, entre altres organitzacions.

### Comunisme a l'Europa Oriental durant l'era de postguerra
Cap a la fi de la Segona Guerra mundial, una robusta presència militar soviètica va cobrir la major part d'Europa Oriental, per assegurar la dictadura del proletariat i la seguretat de l'URSS, ocupant Alemanya Oriental, Hongria, Txecoslovàquia, Bulgària, Romania i Polònia. A Iugoslàvia i Albània, els partidaris comunistes havien alliberat els seus estats sense l'ajuda militar soviètica, i això els va fer ser en gran part independents de la voluntat del PCUS.
Els governs es formaren per partidaris comunistes amb l'ajuda de la Unió Soviètica. El rol que els comunistes van jugar en la derrota del feixisme guanyà la compassió dels seus ciutadans. En alguns casos es van realitzar fusions entre els partits comunistes i altres partits, com en els casos del Partit Socialista Unificat d'Alemanya, el Partit dels Treballadors Hongaresos, el Partit dels Treballadors Romanesos i el Partit Obrer Unificat Polonès. Les noves repúbliques comunistes van prendre la forma de democràcies populars, que són una fase intermèdia en el progrés cap a l'edificació del socialisme. Els partits no comunistes van ser o prohibits o nomenats com a nous membres (a Alemanya Oriental es va permetre l'existència de partits no comunistes, per exemple).
El 1955 es va signar el pacte de Varsòvia com un acord de cooperació entre les repúbliques socialistes del bloc est liderat per la Unió Soviètica, amb l'exclusió de Iugoslàvia. L'agost de 1961 la República Democràtica d'Alemanya va iniciar la construcció del mur de Berlín amb l'excusa de frenar les conspiracions occidentals, encara que en realitat es pretenia evitar la fugida massiva cap al bàndol occidental.
A Polònia, després de l'expulsió de l'exèrcit alemany per l'exèrcit rus el 1945 es va constituir un govern liderat pel Partit Obrer Unificat de Polònia i es creà un estat socialista rebatejat com República Popular de Polònia. El 1955 va ser un dels signants del Pacte de Varsòvia i durant anys seria un fidel aliat soviètic. A finals dels anys 1980 un moviment d'oposició al govern, encapçalat pel sindicat obrer Solidarność aconseguí posar en escac el règim comunista, recolzat per les potències occidentals i l'Església catòlica, que va aconseguir influir en el procés de restauració de les llibertats democràtiques i el lliure mercat al 1989.
Després de l'ocupació de l'exèrcit soviètic en finalitzar la Segona Guerra mundial, Hongria adopta el 1947 la denominació de República Popular d'Hongria sota el govern comunista del Partit dels Treballadors Hongaresos. El 1949 entra en el COMECOM i el 1955 signa el pacte de Varsòvia. El 1956 es va produir una rebel·lió contra el govern comunista que provocà la intervenció militar de la Unió Soviètica i la posterior execució del primer ministre Imre Nagy. Després de sufocar la rebel·lió, es col·locà al govern el recentment creat Partit Socialista Obrer Hongarès sota la direcció del nou president János Kádár. A la fi dels anys vuitanta Hongria va promoure la dissolució del pacte de Varsòvia i es va obrir a l'economia de mercat.
A Txecoslovàquia, el Partit Comunista guanyà les eleccions de 1946, i el seu líder Klement Gottwald esdevingué primer ministre. No obstant això, el 1948 els soviètics van conspirar per prendre el control del govern i hi van instaurar un règim estalinista que començà un període de repressió, malgrat mantenir una aparent estructura democràtica. En els anys seixanta s'inicià la desestalinització del país que va culminar en els successos de la Primavera de Praga de 1968, que van propiciar la reforma del règim comunista liderada per Alexander Dubček. Aquestes reformes van provocar la invasió soviètica de Txecoslovàquia que el 1969 restablí el control estricte del Partit Comunista sota les ordres de Moscou. A la fi dels anys vuitanta es produí l'anomenada Revolució de Vellut, moviment pacífic que va enderrocar el règim comunista, i s'hi inicià la transició al capitalisme i la tornada de les llibertats democràtiques.
El Partit Comunista Romanès accedí al poder el 1947 amb l'ajuda soviètica i hi creà la República Popular de Romania sota la presidència de Constantin Ió Parhon. El 1958 va prendre la presidència Gheorghe Gheorghiu-Dej, que començà una etapa de certa independència de la Unió Soviètica. El 1967, Nicolae Ceausescu va assumir-ne la presidència i establí una política d'autarquia i de culte a la seva persona, distanciant-se del pacte de Varsòvia. El 1989 hi esclata una revolució que va enderrocar a Ceausescu i s'hi inicia una transició cap a la democràcia. Ceausescu va ser jutjat i executat el 25 de desembre de 1989, dia de Nadal.
La victòria de l'exèrcit rus davant Alemanya suposà que Bulgària fos ocupada per les tropes soviètiques el 1944. El Partit Comunista de Bulgària va accedir al poder sota la influència de Moscou i el 1946 es funda la República Popular de Bulgària. Fins a la desintegració de la Unió Soviètica, Bulgària seria fidel membre del pacte de Varsòvia i un estat satèl·lit de la influència soviètica.
Després de la derrota de l'exèrcit alemany el 1945, es funda la Répública Federal Democràtica de Iugoslàvia. No obstant això, després d'una guerra civil, el 1946 els partisans de Josip Broz Tito van aconseguir el poder i van aprovar una nova constitució per a la nova República Federal Popular de Iugoslàvia. Ja des del seu accés al poder, el govern comunista de Iugoslàvia es va mantenir distant de la Unió Soviètica i conservà la seva independència política i econòmica. A més, el Partit Comunista de Iugoslàvia havia estat molt crític amb la política de Stalin i per això fou expulsat de la Internacional Comunista. Amb aquesta situació d'aïllament el govern de Tito desenvolupà mesures descentralitzadores, que posteriorment donarien lloc al socialisme autogestionari, sistema econòmic que s'engloba dins de les experiències del socialisme de mercat. El 1963 Tito fou nomenat president vitalici i el país adopta el nom de República Federal Socialista de Iugoslàvia. El 1974 s'hi aprova una nova constitució que consagra el caràcter federal i socialista estatal, i atorga més poder a les diferents repúbliques que el formaven. Després de la mort de Tito el 1980, comença una etapa de tensió entre les repúbliques iugoslaves. A principis dels anys noranta, coincidint amb la caiguda del bloc comunista a Europa, es van iniciar les guerres iugoslaves que suposarien la dissolució de la Iugoslàvia socialista en diferents repúbliques independents.
Després de la fi de la Segona Guerra mundial i el final de l'ocupació alemanya, Albània passa a ser governada per un règim controlat pels partisans comunistes locals, dirigits per Enver Hoxha i Koçi Xoxe, que van assumir el control de facto del país després de la retirada final de les tropes de la Wehrmacht a l'octubre de 1944, i es denominà República Popular d'Albània. Durant els anys següents el país es distancià de la veïna Iusgoslàvia i el 1955 s'incorpora al pacte de Varsòvia. Després de la mort de Stalin, Albània inicia una època de distanciament amb Moscou i d'acostament a la Xina. El 1978 la Xina trenca les relacions amb Albània i suprimeix els seus programes d'ajuda financera. Els anys vuitanta són un període d'aïllament polític del país fins que al 1992 es van celebrar les primeres eleccions democràtiques en quaranta anys.
Després de l'enderrocament del mur de Berlín el 1989, els esdeveniments van desencadenar la dissolució de la Unió Soviètica i la caiguda del bloc comunista a Europa el 1991. La gran majoria dels estats del pacte de Varsòvia van adoptar economies capitalistes i sistemes democràtics. Respecte a l'URSS, es desintegrà en 15 repúbliques independents després de més de 70 anys de comunisme.

### Comunisme a Amèrica durant l'era de postguerra

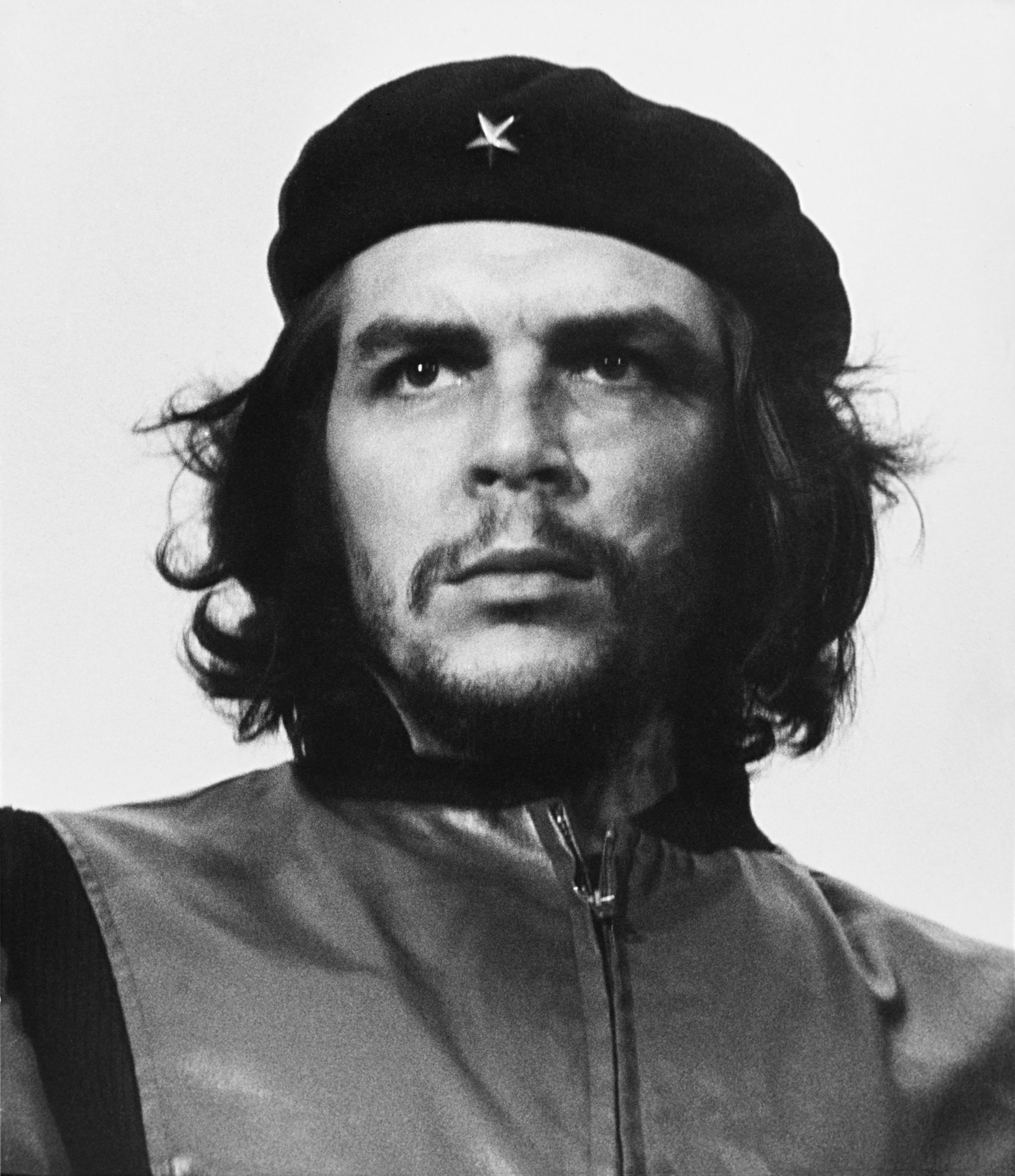
El Che Guevara, revolucionari argentí

A Amèrica llatina el comunisme desenvolupà nombrosos corrents dogmàtics durant l'època de postguerra que li atogaren una peculiaritat pròpia. L'esperit revolucionari s'impregnà amb força en un continent caracteritzat per profundes desigualtats socials, i amplià les seves bases teòriques amb aportacions com la teologia de l'alliberament. No obstant això, malgrat tenir molts seguidors per tot el continent, aquest sistema només va aconseguir establir-se a l'illa de Cuba, si bé va haver-hi experiències socialistes en altres estats com Mèxic o Nicaragua. A Cuba, el moviment revolucionari va enderrocar el dictador Fulgencio Batista el 1959 i s'hi instaurà un règim esquerrà que eliminà la gran i mitjana propietat privada i va iniciar un procés d'expropiacions i nacionalitzacions, així com una important reforma agrària. A més, van sorgir moviments revolucionaris en nombrosos estats inspirats en la Revolució cubana, com a Colòmbia, on ja actuaven diversos grups guerrillers comunistes com les FARC o l'ELN, o a Veneçuela, on el Partit Comunista creà les Forces Armades d'Alliberament Nacional. Al Salvador, una escissió del Partit Comunista Salvadorenc va crear les Forces Populars d'Alliberament Farabundo Martí que van tenir un paper destacat en la guerra civil que afectà aquest estat de 1980 a 1992. També van sorgir grups guerrillers de menor transcendència a Bolívia, Brasil o Uruguai. A Xile el comunisme va ser prohibit per l'anomenada Llei Maleïda el 1948. A Amèrica del Nord el comunisme fou durament reprimit. Als Estats Units va haver-hi una persecució governamental durant dècades que relegà els comunistes a la marginalitat, si bé el CPUSA mai va ser declarat il·legal.

### Comunisme a l'Àsia durant l'era de postguerra
El 1949 finalitza a la Xina la guerra civil amb la victòria de l'Exèrcit Popular d'Alliberament, que era la branca militar del Partit Comunista de la Xina liderat per Mao Zedong. La victòria comunista suposà l'establiment d'un nou règim controlat pel partit i l'estat passà a anomenar-se República Popular Xina. El nou govern comunista va emprendre reformes econòmiques centrades en el sector agrari, ja que la classe camperola constituïa la majoria de la població i havia estat el motor de la revolució. Aquesta visió de la pagesia com a eix del sistema és una de les aportacions de Mao Zedong al pensament comunista i diferenciava el sistema xinès del model soviètic, que en aquells moments era el referent. La teoria desenvolupada per Mao Zedong és coneguda com a maoisme i posteriorment va ser acollida per molts comunistes d'Àsia.
El 1950, en el context de la Guerra freda, es va iniciar la Guerra de Corea, que enfrontà el règim comunista del nord i el govern de Corea del Sud. Els comunistes del nord, recolzats per la República Popular Xina, van iniciar una ofensiva amb la pretensió d'unificar tota la península sota un únic règim. El sud, emparat per Nacions Unides i secundat militarment pels Estats Units, va tenir seriosos problemes per detenir les forces comunistes, que van arribar a controlar el 90% del país, i amb això la intervenció americana va resultar determinant per evitar la victòria comunista. El 1953 es va signar la pau, que actualment divideix la península pel paral·lel 38.
Un conflicte similar va ocórrer a Vietnam, on els comunistes del Vietcong, que ja havien lluitat contra francesos i japonesos anys enrere, es disposaven, al costat del Front Nacional d'Alliberament de Vietnam liderat per Ho Chi Minh, a enderrocar el govern de Vietnam del sud i unificar tot el país sota el socialisme. El feble govern del sud fou recolzat novament pels Estats Units, que s'involucrà cada vegada més en el conflicte conegut com la Guerra de Vietnam. La impossibilitat de derrotar les forces comunistes va allargar el desplegament nord-americà fins al 1973, any en què es va signar l'acord de pau. Després de la retirada de l'exèrcit nord-americà, les forces comunistes del nord van avançar fins a Saigon i el país es va unificar com a República Socialista de Vietnam. La victòria nord-vietnamita va facilitar l'accés al poder dels comunistes a Laos, que dirigits per Pathet Lao van fundar la República Popular de Laos el 1975.
El 1974 es va produir un cop militar a Birmània encapçalat pel general Ne Win, que va aprovar una nova constitució que definia el país com una República Socialista. S'hi creà un sistema de partit únic i es van nacionalitzar les principals indústries. A la fi dels anys vuitanta el règim va començar a obrir-se a l'economia de mercat acceptant inversions estrangeres, però mantenint l'estructura dictatorial del sistema sota la direcció d'una Junta Militar.
A Cambodja, els khmers rojos liderats per Pol Pot van prendre la capital el 1975 i van instaurar una dictadura marxista de caràcter agrari. El país es convertí en un règim totalitari que va practicar matances i camps de treballs forçats. El règim fou enderrocat el 1979 després de la invasió del Vietnam que va posar fi al govern de Pol Pot i va instaurar en el poder al Partit Popular de Cambodja, aliat de Vietnam. A partir de 1989 s'hi va començar a aplicar un programa de liberalització econòmica, que va posar fi a la col·lectivització de l'agricultura.
A Malàisia, les forces dirigides pel Partit Comunista de Malàisia van tenir un paper destacat en la guerra per la independència del Regne Unit que va durar de 1948 fins a 1960. En finalitzar la guerra els comunistes no van poder prendre el poder després de ser derrotats pel nou govern que tenia el suport dels Estats Units.
A Mongòlia els comunistes del Partit Revolucionari del Poble Mongol ja governaven des de 1924 amb el suport de la Unió Soviètica, encara que la regió era considerada una província més de la Xina. Quan els comunistes xinesos van fundar la República Popular de la Xina, van reconèixer la independència de Mongòlia com a estat a petició de Stalin. Fins a la caiguda de l'URSS, Mongòlia fou satèl·lit de la Unió Soviètica, i mantingué relacions distants amb la Xina comunista. El 1990 els comunistes van aprovar una nova constitució amb reformes neoliberals.
Després de la independència d'Indonèsia dels Països Baixos, el Partit Comunista d'Indonèsia (PKI) va mantenir un enfrontament armat amb l'exèrcit pel control del país. Els militars recolzats pels Estats Units prendrien el poder després del cop d'estat de 1965, i s'hi inicià una campanya de repressió anticomunista.

## Els partits comunistes al segle XX
En cada lloc del món tingueren fortunes diverses, però poques vegades arribaren al poder. Les excepcions en foren els estats d'Europa de l'est, que estigueren sota control del règim polític instaurat a la URSS després de l'ascens al poder de Stalin (heretat pels successius governs), durant més de 40 anys a partir de la derrota de l'exèrcit nazi i la conquesta militar de la regió per l'Exèrcit Roig després de la Segona Guerra mundial; a més de la Xina, a Corea del Nord, Vietnam i Cuba, el poder l'obtingueren direccions militars o guerrilleres, dirigides o influenciades pel seu respectiu Partit Comunista, amb suport camperol i de sectors populars.
A Xile a començaments de la dècada del 1970 la Unidad Popular (UP) arribà al govern presidencial després de guanyar amb el seu capdavanter Salvador Allende les eleccions de setembre del 1970. La coalició de govern era una aliança de partits i moviments d'esquerra que tenien representació (minoritària) al parlament. El Partit Comunista formava aquesta aliança juntament amb altres, com el Partit Socialista, l'Esquerra Cristiana, el Partit Radical, i el Moviment d'Acció Popular Unitària (o MAPU, escindit de la Democràcia Cristiana), entre d'altres. La seva principal consigna fou la «via pacífica al socialisme», base programàtica de l'aliança política al voltant d'Allende, però que no era defensada per tots els moviments revolucionaris presents en el panorama polític de l'època. Aquesta via implicava la construcció del socialisme amb les institucions pròpies de l'estat parlamentari burgès, seguint l'estratègia dels anomenats fronts populars d'establir governs sobre la base de la coalició electoral entre diferents forces polítiques considerades «progressistes» o populars. Aquesta experiència fou frustrada per la fèrria oposició de les forces de centre i dreta, que, recolzades pels Estats Units, produïren finalment un colp d'estat el 1973, amb la immediata conseqüència de l'aniquilació dels focus de resistència obrera (com els cordons industrials) liderats pel MIR o la facció marxista del MAPU, l'assassinat del president socialista Salvador Allende, el tancament del Parlament i l'establiment d'un règim militar, per continuar en els anys següents amb una repressió sostinguda i sistemàtica dels principals dirigents i activistes de totes les organitzacions polítiques i sindicals, tant del Partit Comunista com dels altres partits polítics que recolzaren o participaren en el govern de la Unidad Popular.
El moviment comunista internacional passà grans crisis al segle xx. La primera d'aquestes relacionada amb l'allunyament de Leon Trotski de la direcció de la Unió Soviètica a causa de les seves diferències amb Stalin. Trotski s'exilià a Mèxic, on fou assassinat per un agent sota el comandament de la GPU: Ramon Mercader. L'exdirigent de l'Exèrcit Roig postulava la revolució permanent. La segona gran crisi, la provocà l'enfrontament de la Unió Soviètica i la Xina quant a política internacional. Des dels anys de l'encimbellament del feixisme a Europa, la Unió Soviètica sostingué una política d'unitat amb les forces democràtiquesde la burgesia pels partits comunistes que actuaven al món capitalista i de coexistència pacífica amb l'imperialisme. El Partit Comunista de la Xina tenia una política de confrontació directa amb l'imperialisme, tot i que recolzava acords amb les burgesies nacionals que s'hi confrontaven. Aquesta política provocà un altre cisma en molts partits comunistes. A la dècada del 1970 el comunisme pro-xinès virà cap a estranyes aliances segons fos la relació de cada govern amb Pequín.

### Els partits comunistes després de la Segona Guerra Mundial
En acabar la Segona Guerra Mundial la Unió de Repúbliques Socialistes Soviètiques (URSS), que agrupava els antics dominis del tsar, era una potència mundial. Amb la mort de Stalin, el 1953, sobrevingué la crítica als seus mètodes i el denominat culte a la personalitat, tolerats i afavorits des del poder. Aquesta etapa, abanderada per Khrusxov, fou coneguda com a etapa del desglaç. Això no impedí que, més tard, s'acusés Khrusxov dels mateixos mètodes pels quals havia acusat Stalin.
La República Popular de la Xina, sorgida després de la victòria, el 1949, de la direcció militar del Partit Comunista Xinès, liderat per Mao Tse Tung i sostingut per un nombrós exèrcit, una revolució camperola al medi agrari i una revolta estudiantil a la ciutat seguí endavant amb el procés, enmig de creixents contradiccions, fins que començà a acceptar formes econòmiques mixtes des de finals de la dècada del 1970, amb Deng Xiaoping, sense canviar el sistema polític de partit únic i encara exercint un fort control polític i policial estatal.
Després de la Segona Guerra mundial, dos partits comunistes europeus, el francès i l'italià, creixeren fins al punt de convertir-se en forces polítiques clau als seus respectius estats. Dominaven àmpliament el moviment sindical, tenien una important representació parlamentària i jugaven una complexa política d'aliances en el pla intern. Foren crítics, en molts aspectes, amb la Unió Soviètica. Aquesta posició independent convertí ambdós partits en nucli de l'eurocomunisme, el tret distintiu del qual era la confiança d'assolir el poder als estats capitalistes amb eleccions pluripartidistes parlamentàries. L'eurocomunisme s'enfrontà a vegades amb la Unió Soviètica i acabà trobant suport en un sector de la burgesia dels seus respectius estats (sobretot pel que fa a fonts de finançament). El Partit Comunista Francès no modificà, tanmateix, el mètode de direcció centralista intern, així com el mètode dirigista desenvolupat en època de Stalin. Menys rígid fou en aquell sentit el Partit Comunista Italià. Aquest, a més, dissenyà una política de compromís històric cap a la Democràcia Cristiana (centredreta) que significava molt més que eventuals aliances tàctiques. El Partit Comunista d'Espanya, menys poderós, se sumà a l'eurocomunisme, i renuncià amb Carrillo a moltes de les reivindicacions del moviment comunista i obrer desenvolupat durant la transició de la dictadura feixista al règim constitucional, acceptant així la monarquia imposada pel dictador Franco, donant suport als pactes de la Moncloa i exercint un fort control al seu torn sobre la direcció sindical de Comissions Obreres.

### Els partits comunistes després de la caiguda de la URSS
El 1991, després d'un procés de successius intents de reformes privatitzadores en l'àmbit econòmic, conegut com a Perestroika, que acceleraran la crisi interna, i pressionat per la Guerra Freda i les potències occidentals, l'estat sucumbeix davant les seves pròpies contradiccions, i dona lloc a la desintegració de la URSS i que les repúbliques que la integraven s'independitzin. La destrucció del mur de Berlín que separava la zona d'influència soviètica de la capitalista (herència de la divisió territorial posterior a la Segona Guerra mundial), és considerada un dels símbols d'aquesta caiguda.
Després de la caiguda de la Unió Soviètica, els partits comunistes patiren transformacions i divisions arreu del món. Algunes fraccions adoptaren una política reformista, altres desenvoluparen una tàctica d'oposició a la globalització capitalista buscant estrènyer llaços amb les masses marginades per l'anomenat capitalisme consumista i orientant-se en alguns casos cap al comunisme llibertari. Molts simpatitzants del marxisme en les dècades anteriors recolzaren moviments socialdemòcrates a Europa i Amèrica Llatina.
A Cuba, la revolució del 1959 fou conduïda per joves revolucionaris que no pertanyien al Partit Comunista. Però aquest es convertí en força hegemònica en la mesura en què l'economia del país es feia cada vegada més dependent de la Unió Soviètica, en gran part a causa del bloqueig econòmic que establiren els Estats Units. Caiguda aquesta, Cuba romangué com un solitari baluard del comunisme a Amèrica, tot i que acceptant la participació de capitals privats estrangers en la seva dèbil economia, centrada en el turisme.
Fins i tot a la República Popular de la Xina s'han desenvolupat profundes transformacions al voltant d'una internacionalització i un model econòmic que disten molt dels principis polítics que promulguen. Una barreja de comunisme en el discurs polític teòric i de capitalisme, en la pràctica, en cada vegada més amplis sectors econòmics.
Vietnam ha iniciat reformes en el mateix sentit que la Xina. Els altres estats socialistes de l'actualitat són Laos i Corea del Nord. Aquest últim s'ha destacat pel rebuig de reformes liberalitzadores i una defensa fèrria del patriotisme i l'economia socialista, tot i que últimament està adoptant mecanismes per permetre l'entrada de capital estranger.
A Rússia es fundà el Partit Comunista de la Federació Russa el 1993 a partir del Partit Comunista de la Unió Soviètica. S'ha centrat en les característiques pròpies de Rússia, i en conseqüència ha combinat el comunisme amb un fort patriotisme en els seus plantejaments. Ideològicament s'ha denominat nacional-bolxevisme la combinació de la lluita social anticapitalista amb el nacionalisme, tendència que des de la dècada del 1920 estigué present en un cert mode en el PCUS.

## El comunisme avui
Després de la caiguda dels estats socialistes del Bloc Oriental, el moviment comunista mundial possiblement s'afeblí. No obstant això, el moviment polític del comunisme va sobreviure a la caiguda de la Unió Soviètica i del Bloc Oriental.
Dels cinc estats socialistes restants, la Xina, Vietnam, i Laos s'han mogut cap a economies de mercat, però sense la privatització principal del sector estatal, fenòmens coneguts com a socialisme amb característiques xineses i Đổi mới en el cas vietnamita. Cuba recentment ha sorgit de la crisi provocada per la caiguda de la Unió Soviètica (coneguda com a període especial) a causa del creixement en el seu volum de comerç amb els seus nous aliats Veneçuela i la Xina. Corea del Nord, amb la seva ideologia Juche, ha tingut menys èxit que els seus col·legues en enfrontar-se amb l'esfondrament del bloc soviètic, encara que no hi ha signes del govern nord-coreà que manifestin una inestabilitat particular.
A Mongòlia, el Partit Revolucionari del Poble Mongol (PRPM) va haver de formar una coalició amb un altre partit, però el 2006 tornà a governar de manera absoluta. A Moçambic encara governa el FRELIMO, partit revolucionari. A Moldàvia, el partit comunista local va guanyar el 2001 i 2005 les eleccions parlamentàries, encara que aquest partit comunista en particular no hagi fet res radicalment diferent que el govern capitalista que el va precedir. El Partit Comunista de l'Índia és un company de coalició clau del Partit del Congrés dirigent i està en el poder en estats com Bengala Occidental, Kerala i Tripura i hi ha molts altres partits comunistes significatius en aquell estat. A Ucraïna i Rússia, els comunistes van sortir segons en les eleccions dels anys 2002 i 2003, respectivament. A la República Txeca, el Partit Comunista va sortir tercer en les eleccions de 2002, igual que el Partit Comunista de Portugal el 2005. També el 2005, el Partit Comunista de les Terres Basques va obtenir 9 escons en el Parlament Basc, però el 2008 va ser il·legalitzat per la justícia espanyola per la seva vinculació a l'organització armada ETA, d'ideologia marxista, que el 2011 va cessar definitivament la seva activitat armada. A Veneçuela, el Partit Comunista està estretament alineat amb el govern de Nicolás Maduro.